# 法国大学管理学校
法国大学管理学校（法語：Écoles universitaires de management），常称为企业管理学院（法語：Institut d'administration des entreprises）是法国公立大学中的一个学院，为在大学体系中发展管理教育与研究创立。学校以盎格鲁撒克逊式的商学院为参考。截至2019年，法国共有37所大学管理学校，其中35所加入了法国企业管理学院网络。

## 历史

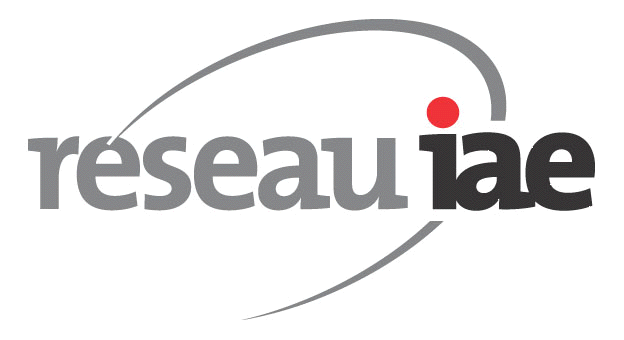
旧标识

在20世纪50年代，法国高等教育部的主任 Gaston Berger 决定建立法国的美式商学院。
在此背景下产生了企业管理学院的重要文凭：企业管理能力证书（后演变为企业管理硕士），这个文凭是一个法式迷你MBA。

## 地位
共有24所企业管理学院为大学的附属学院（关系类似于大学技术学院也为大学的附属学院）。
巴黎企业管理学院式唯一一家拥有管理自主权的企业管理学院，其地位为公共管理机构，于巴黎一大有合作关系。
斯特拉斯堡商业学校是一所私立商业学校与公立大学企业管理学院合并后的结果，其附属于斯特拉斯堡大学。
企业管理学院网络共有33所实验室，其中6所为混合研究单位。

## 教学
进入企业管理学院学习需要首先经过IAE-MESSAGE竞赛后再通过面试。部分学院（如巴黎、格勒诺布尔、卡昂、里尔、艾克斯和尼斯的学院）也要求提供TAGE MAGE、GMAT、GRE、托业和托福成绩。
根据Hetzel的报告，企业管理学院是法国所有大学中毕业就业率最高的学院。
企业管理学院网络也同SGS共和合作建立了评价认证体系Qualicert。

## 列表
| 名称                           | 附属大学                          | 获得认证                                                              |
| ------------------------------ | --------------------------------- | --------------------------------------------------------------------- |
| 普罗旺斯地区艾克斯企业管理学院 | 艾克斯-马赛大学                   | EQUIS, 法国国立高等工程技术学校商科校友联盟、法国企业管理学校网络成员 |
| 亚眠企业管理学院               | 皮卡第儒勒-凡尔纳大学             | Qualicert、法国企业管理学校网络成员                                   |
| 昂热企业管理学院               | 昂热大学                          | En cours de création、法国企业管理学校网络成员                        |
| 波尔多企业管理学院             | 波尔多大学                        | Qualicert、法国企业管理学校网络成员                                   |
| 布雷斯特企业管理学院           | 西布列塔尼大学                    | Qualicert、法国企业管理学校网络成员                                   |
| 卡昂企业管理学院               | 卡昂-诺曼底大学                   | Qualicert、法国企业管理学校网络成员                                   |
| 克莱蒙-费朗大学企业管理学院    | 克莱蒙-奥弗涅大学                 | Qualicert、法国企业管理学校网络成员                                   |
| 科西嘉企业管理学院             | 科西嘉大学                        | Qualicert、法国企业管理学校网络成员                                   |
| 第戎企业管理学院               | 勃艮第大学                        | Qualicert、法国企业管理学校网络成员                                   |
| 弗朗什-孔泰企业管理学院        | 弗朗什-孔泰大学                   |                                                                       |
| 格勒诺布尔企业管理学院         | 格勒诺布尔-阿尔卑斯大学           | Qualicert、法国企业管理学校网络成员                                   |
| 居斯塔夫·埃菲尔企业管理学院    | 巴黎第十二大学-巴黎东马恩河谷大学 | Qualicert、法国企业管理学校网络成员                                   |
| 留尼汪企业管理学院             | 留尼汪大学                        | Qualicert、法国企业管理学校网络成员                                   |
| 拉罗谢尔企业管理学院           | 拉罗谢尔大学                      | Qualicert、法国企业管理学校网络成员                                   |
| 利摩日企业管理学院             | 利摩日大学                        | Qualicert、法国企业管理学校网络成员                                   |
| 里尔企业管理学院               | 里尔大学                          | Qualicert、法国企业管理学校网络成员                                   |
| 里昂企业管理学院               | 里昂第三大学                      | Qualicert, EPAS、法国企业管理学校网络成员                             |
| 梅斯企业管理学院               | 洛林大学                          | Qualicert、法国企业管理学校网络成员                                   |
| 蒙彼利埃企业管理学院           | 蒙彼利埃大学                      | Qualicert, EPAS、法国企业管理学校网络成员                             |
| 南锡企业管理学院               | 洛林大学                          | Qualicert、法国企业管理学校网络成员                                   |
| 南特企业管理学院               | 南特大学                          | Qualicert、法国企业管理学校网络成员                                   |
| 尼斯企业管理学院               | 尼斯大学                          | Qualicert、法国企业管理学校网络成员                                   |
| 奥尔良企业管理学院             | 奥尔良大学                        | Qualicert、法国企业管理学校网络成员                                   |
| 巴黎企业管理学院               | 与巴黎第一大学合作                | Qualicert、法国企业管理学校网络成员                                   |
| 波城-巴约讷企业管理学院        | 波城大学                          | Qualicert、法国企业管理学校网络成员                                   |
| 佩皮尼昂企业管理学院           | 佩皮尼昂大学                      | Qualicert、法国企业管理学校网络成员                                   |
| 普瓦捷企业管理学院             | 普瓦捷大学                        | Qualicert、法国企业管理学校网络成员                                   |
| 雷恩企业管理学院               | 雷恩第一大学                      | Qualicert、法国企业管理学校网络成员                                   |
| 鲁昂企业管理学院               | 鲁昂-诺曼底大学                   | Qualicert、法国企业管理学校网络成员                                   |
| 圣埃蒂安企业管理学院           | 圣埃蒂安大学                      |                                                                       |
| 萨瓦-蒙布朗企业管理学院        | 萨瓦大学                          | Qualicert、法国企业管理学校网络成员                                   |
| 斯特拉斯堡商业学校             | 斯特拉斯堡大学                    | Qualicert, EPAS, AACSB、法国企业管理学校网络成员                      |
| 土伦企业管理学院               | 土伦大学                          | Qualicert、法国企业管理学校网络成员                                   |
| 图卢兹企业管理学院             | 图卢兹第一大学                    | Qualicert, EPAS、法国企业管理学校网络成员                             |
| 图尔企业管理学院               | 图尔大学                          | Qualicert、法国企业管理学校网络成员                                   |
| 瓦朗西纳企业管理学院           | 上法兰西理工大学                  | Qualicert、法国企业管理学校网络成员                                   |
| 凡尔赛企业管理学院             | 凡尔赛大学                        | Qualicert、法国企业管理学校网络成员                                   |

## 入学考试
进入企业管理学院本科第三年或硕士学习需要经过Score IAE Message (SIM） ·  · 测试，报名费用为30欧元，学生可以无限次考试（每次均需付费），并以成绩最高者为参考。
考试时间为三个小时，题目均为选择题。考试分为四部分，每个部分100分，有50或20道题。考试总分为400分，成绩将会以邮件的形式发送给考生。
“一般、经济和管理文化”的部分包括了过去两年经济、政治、文化领域的大事；“法语阅读理解与书面表达”部分分为两个小部分：书面表达35道题；阅读立即部分15道题；“逻辑与数字”部分包括10道逻辑处理题与10道基本计算题；“英语阅读理解与书面表达”包括35道馆与书面表达的题与15道阅读理解题。

## 毕业生与校友组织
每所学院都有自己的毕业生组织，一般叫做ADIAE或AAE-IAE或IAE-Alumni，建立这些组织的目的是：
- 促进毕业生、在校学生和企业间的交流并建立一个强大的网络；
- 促进本学院的影响，扩大学院的认知度；
- 在全国的层面与不同学院的毕业生互相交流[12] · [13] · [14] · [15] · [16]。